# Среднеэнтропийные сплавы
Среднеэнтропийные сплавы, СЭС (также англ. MEAs) — относительно новый класс сплавов, занимающих промежуточное положение между высокоэнтропийными и традиционными сплавами, в которых главную роль играет один металл (однокомпонентные сплавы) или два элемента (металл с металлом либо с неметаллом) как это происходит в бинарных сплавах. Первой важной особенностью среднеэнтропийных сплавов является их состав — они состоят из трёх или четырёх химических элементов (обычно — металлов), входящих в такой сплав «на равных» — их доли примерно равны и ни один из них невозможно выделить как «главный» или «основной». Вторая определяющая особенность, отличающая их от традиционных сплавов — формирование неупорядоченного твердого раствора замещения, в котором атомы входящих в сплав элементов имеют равную вероятность занять любой узел кристаллической решетки. Это их отличает, например, от сплавов Гейслера, в которых элементы занимают узлы решётки в определённом порядке.
Понятие «среднеэнтропийные сплавы» появилось около 2004 года одновременно с термином «высокоэнтропийные сплавы» и их вместе иногда называют собирательно «сплавы Кантора» (в честь одного из первооткрывателей Брайона Кантора) или «сплавы Кантора-Ву». Популярна также аббревиатура H/MEAs (от англ. high/medium-entropy alloys). Для обоих этих новых видов сплавов характерна более высокая чем у традиционных многокомпонентных сплавов энтропия смешения. В зависимости от её величины выделяют низкоэнтропийные (традиционные) сплавы (ΔSmix<0,69R), среднеэнтропийные сплавы (0,69R <ΔSmix<1,61R) и высокоэнтропийные сплавы (<ΔSmix≥1,61R), где R — газовая постоянная.

## Получение
Большинство СЭС сегодня получают методами порошковой металлургии, спекая мелкодисперсные смеси исходных компонентов.

## Свойства и применение
В настоящее время создано и изучено довольно большое количество различных по составу СЭС. Многие из таких сплавов демонстрируют очень ценные для практического применения свойства, а некоторые называют уникальными. Одной из причин повышенного интереса к СЭС является их относительная дешевизна (в среднем) по сравнению с ВЭС. В ВЭС входит много компонентов, и значительная их часть может оказаться весьма дорогими и редкими. А СЭС позволяют получать весьма привлекательные характеристики при использовании даже относительно доступных металлов с невысокой стоимостью.

### Тугоплавкость и жаропрочность
Вследствие своей структуры все СЭС имеют достаточно низкую теплопроводность. Некоторые из них являются тугоплавкими — например, NbTiVZr или AlxNb40Ti40V20-x (x = 0; 5; 10; 15; 20 ат.%). Сплавы алюминия, ниобия, титана и ванадия отличаются также прочностью и экстремально высокой пластичностью.

### Упругость и прочность
Одной из серьёзных проблем металлургии является создание сплавов, которые не только имели бы высокую прочность и упругость, но и сохраняли бы их в максимально широком диапазоне температур. Например, сопла и камеры сгорания космических кораблей должны выдерживать огромные перепады температур — от почти абсолютного нуля (при выключенной тяге) до нескольких тысяч °С, очень высокие требования предъявляются к обтекателям и многим другим частям космических ракет. Недавно полученный сплав Nb45Ta25Ti15Hf15 продемонстрировал высокую прочность и сопротивление разрушению при тестировании в диапазоне температур от −196 °C до 1200 °C. Перспективным для космоса и авиации является также сплав Al15Nb40Ti40V5, демонстрирующий высокую пластичность в широком температурном диапазоне. Полученный в России сплав Nb85Mo5Ta5V5 обладает высокой пластичностью и сохраняет 60 % прочности при нагреве до 1000 °C.

### Сверхнизкие температуры
Как и многие из высокоэнтропийных сплавов, СЭС могут показывать высокую прочностью и пластичностью при сверхнизких температурах. Одним из примеров может служить сплав железа с хромом и кобальтом или никелем, легированный углеродом Fе65(CoNi)25Cr9,5C0,5

### Биологическая совместимость
Многие СЭС весьма инертны и имеют при этом высокую биологическую совместимость, что делает их ценными для изготовления различного рода имплантатов. Одним из таких сплавов является, например, NbTiZr

### Катализаторы на базе СЭС
Ещё одна область применения химических свойств среднеэнтропийных сплавов — катализ химических реакций. Например, сплавы из четырёх элементов в приблизительно изотропных пропорциях FeCoNiW, нанесённые на углеродные каркасы, легированные азотом, оказались весьма эффективными электрокатализаторами для реакций выделения кислорода.

## Рынок СЭС
По данным исследовательского центра Research Nester, мировой рынок среднеэнтропийных сплавов в 2023 году превысил 1 млрд $, а к 2036 году вырастет до 2 млрд $ со среднегодовым темпом роста около 5 %.